# Groucho (Dylan Dog)
Groucho je izmišljeni lik iz talijanskog stripa Dylan Dog. On je pomoćnik glavnog junaka, Dylana Doga.

## Životopis
Nezaposleni glumac, imitator američkog komičara popularnog 1930-ih i 1940-ih Groucha Marxa. O njemu se malo zna, osim da je nakon kraće glumačke karijere (u svom prvom i jedinom filmu glumio je Groucha Marxa od kojeg mu je ostao kostim), gdje je bio financijski oštećen od strane svog agenta, ostao bez novca, smještaja, pa se kao beskućnik snalazio kako je znao i umio. Njegovo pravo ime je nepoznato iako se u Gigant epizodi 7 Marionete od strane osobe koja ga navodno poznaje bio oslovljen Julius. To ne daje nikakve odgovore, čak i dodatno komplicira stvar jer je pravo ime stvarnog Groucha Marxa bilo Julius Henry.
Groucho je komičar koji priča viceve čak i u snu, a zadržava tu potrebu i u trenutcima kada mu je život ugrožen. Nosi visoke čizme, jahače hlače na tregere, te crni sako i crvenu kravatu. Strastveni je pušač cigara i rijetki su trenutci kada ga se može vidjeti bez jedne u ustima.
Groucho je približno Dylanovih godina, nepoznatog podrijetja i obiteljske prošlosti. O njemu se zna samo da ima živog djeda i nešto daljnje rodbine. Dylan i on su se prvi put susreli na demonstracijama dok je Dylan još bio policajac u Scotland Yardu a par godina poslije su se i upoznali kada je Dylan, nakon izlaska iz policije kao privatni detektiv krenuo riješiti slučaj duha na tavanu jedne kuće za što se poslije ispostavilo da je Groucho koji se kao beskućnik tamo skrivao u kovčegu u potrazi za prenoćištem.
Groucho igra važnu ulogu u Dylanovu životu. Bez njegove pomoći Dylanu bi bilo puno teže riješiti se alkoholizma te držati stan u redu. Osim pomoćnika u kućanskim poslovima, Groucho je i partner u rješavanju slučajeva ali i Dylanov osobni prijatelj. Prijateljstvo je zapravo i jedino što ih drži zajedno jer plaća nije nešto što se redovito pojavljuje u njihovom poslovnom odnosu. Možda najvažnija stvar koju Groucho radi je dobacivanje revolvera Dylanu u pravo vrijeme s obzirom na to da ga Dylan gotovo uvijek zaboravi ponijeti sa sobom.
Iako njegovi vicevi nisu smiješni gotovo nikome, Groucha upravo to potiče da ustraje u njima i bude to što jest. Grouchova prva velika ljubav bila je njegova prva klijentica Paulette koja se obratila baš njemu jer se nije nasmijala zadnjih 5 godina. Grouchu se svidjela baš zato što ju nije uspio nasmijati ni jedan njegov vic, a nasmijala se tek kada joj je on izjavio ljubav, te je tu njihovom odnosu bio kraj.

## Zanimljivosti
- Groucho je postavio pločicu na ulazna vrata Dylanova stana s natpisom Dylan Dog - istraživač noćnih mora. On je također na ulaz postavio i zvono kupljeno u zalagaonici Safara koje proizvodi krikove umjesto normalnog zvuka.
- Groucho je Dylanu nabavio dnevnik i gušćje pero za pisanje (pero je bilo gratis).
- Groucho ne zna čitati zemljopisne karte zbog čega često tijekom puta zna Dylana odvesti u pogrešnom smjeru.
- Od 2014. autori su malo modernizirali strip te se Groucho počeo koristiti mobitelom i računalom.